# VTB United League 2011-12
La VTB United League 2011-12 fue la cuarta edición de la VTB United League, competición internacional de baloncesto creada con el objetivo de unir las ligas nacionales de los países del Este de Europa en una única competición. Participaron 22 equipos. El campeón fue el CSKA Moscú, que lograba así su tercer título.

## Equipos
| País (Liga)             | Equipos                   |
| ----------------------- | ------------------------- |
| Bielorrusia (BPL)       | Minsk-2006 Minsk          |
| República Checa (NBL)   | ČEZ Basketball Nymburk    |
| Estonia (KML)           | Kalev/Cramo               |
| Finlandia (Korisliiga)  | Torpan Pojat              |
| Kazajistán (Division 1) | BC Astana                 |
| Letonia (LBL)           | VEF Rīga                  |
| Lituania (LKL)          | Lietuvos Rytas Vilnius    |
| Lituania (LKL)          | BC Šiauliai               |
| Lituania (LKL)          | Žalgiris Kaunas           |
| Polonia (PLK)           | Asseco Prokom Gdynia      |
| Polonia (PLK)           | BC Anwil                  |
| Rusia (PBL)             | CSKA Moscow               |
| Rusia (PBL)             | Khimki Moscow Region      |
| Rusia (PBL)             | UNICS Kazan               |
| Rusia (PBL)             | Lokomotiv–Kuban Krasnodar |
| Rusia (PBL)             | Spartak Saint Petersburg  |
| Rusia (PBL)             | BC Enisey Krasnoyarsk     |
| Rusia (PBL)             | Krasnye Krylya Samara     |
| Rusia (PBL)             | BC Nizhny Novgorod        |
| Ucrania (SuperLeague)   | Azovmash Mariupol         |
| Ucrania (SuperLeague)   | BC Budivelnik             |
| Ucrania (SuperLeague)   | Dnipro Dnipropetrovsk     |

## Fase de clasificación

### Grupo A
| Pos. | Equipo                | PJ | G | P | PF  | PC  | Dif |
| ---- | --------------------- | -- | - | - | --- | --- | --- |
| 1.   | BC Enisey Krasnoyarsk | 2  | 2 | 0 | 168 | 122 | +46 |
| 2.   | BC Anwil              | 2  | 1 | 1 | 160 | 155 | +5  |
| 3.   | Torpan Pojat          | 2  | 0 | 2 | 128 | 179 | -51 |

| Equipo #1             | Marcador | Equipo #2             |
| --------------------- | -------- | --------------------- |
| BC Enisey Krasnoyarsk | 83 – 66  | BC Anwil              |
| BC Anwil              | 94 – 72  | Torpan Pojat          |
| Torpan Pojat          | 56 – 85  | BC Enisey Krasnoyarsk |

### Grupo B
| Pos. | Equipo                | PJ | G | P | PF  | PC  | Dif |
| ---- | --------------------- | -- | - | - | --- | --- | --- |
| 1.   | Krasnye Krylya Samara | 2  | 2 | 0 | 196 | 161 | +35 |
| 2.   | Dnipro Dnipropetrovsk | 2  | 1 | 1 | 171 | 182 | -9  |
| 3.   | BC Šiauliai           | 2  | 0 | 2 | 162 | 186 | -24 |

| Equipo #1             | Marcador | Equipo #2             |
| --------------------- | -------- | --------------------- |
| Krasnye Krylya Samara | 98 – 78  | BC Šiauliai           |
| BC Šiauliai           | 84 – 88  | Dnipro Dnipropetrovsk |
| Dnipro Dnipropetrovsk | 83 – 98  | Krasnye Krylya Samara |

### Ronda final
| Pos. | Equipo                | PJ | G | P | PF  | PC  | Dif |
| ---- | --------------------- | -- | - | - | --- | --- | --- |
| 1.   | Krasnye Krylya Samara | 2  | 3 | 0 | 283 | 245 | +38 |
| 2.   | BC Enisey Krasnoyarsk | 2  | 2 | 1 | 249 | 227 | +22 |
| 3.   | Dnipro Dnipropetrovsk | 2  | 1 | 2 | 237 | 250 | -13 |
| 4.   | BC Anwil              | 2  | 0 | 2 | 214 | 261 | -47 |

| Equipo #1             | Marcador | Equipo #2             |
| --------------------- | -------- | --------------------- |
| BC Enisey Krasnoyarsk | 83 – 75  | Dnipro Dnipropetrovsk |
| BC Anwil              | 79 – 99  | Krasnye Krylya Samara |
| BC Enisey Krasnoyarsk | 83 – 86  | Krasnye Krylya Samara |
| BC Anwil              | 69 – 79  | Dnipro Dnipropetrovsk |

## Temporada regular
|  | Accede a Final Four        |
|  | Accede a cuartos de final  |
|  | Acceden a octavos de final |

### Grupo A
| Pos. | Equipo                | PJ | G  | P  | PF   | PC   | Dif  |
| ---- | --------------------- | -- | -- | -- | ---- | ---- | ---- |
| 1.   | UNICS Kazan           | 16 | 14 | 2  | 1229 | 1025 | +204 |
| 2.   | Khimki Moscow Region  | 16 | 12 | 4  | 1299 | 1169 | +130 |
| 3.   | Žalgiris Kaunas       | 16 | 9  | 7  | 1297 | 1219 | +78  |
| 4.   | BC Nizhny Novgorod    | 16 | 8  | 8  | 1272 | 1256 | +16  |
| 5.   | VEF Rīga              | 16 | 8  | 8  | 1240 | 1284 | −44  |
| 6.   | Krasnye Krylya Samara | 16 | 7  | 9  | 1172 | 1194 | −22  |
| 7.   | BC Astana             | 16 | 7  | 9  | 1199 | 1274 | −75  |
| 8.   | BC Budivelnik         | 16 | 5  | 11 | 1201 | 1271 | −70  |
| 9.   | Kalev Tallinn         | 16 | 2  | 14 | 1118 | 1335 | −217 |

|               | UNICS Kazan | Žalgiris | K. Tallinn | Astana Tigers | VEF Rīga | Khimki | K. Krylya | Budivelnik | N. Novgorod |
| ------------- | ----------- | -------- | ---------- | ------------- | -------- | ------ | --------- | ---------- | ----------- |
| UNICS Kazan   | –           | 79–52    | 100–55     | 77–63         | 67–50    | 65–69  | 76–65     | 61–58      | 83–57       |
| Žalgiris      | 73–77       | –        | 97–65      | 82–66         | 93–56    | 95–94  | 84–82     | 74–58      | 86–92       |
| Kalev Tallinn | 64–73       | 70–84    | –          | 73–75         | 71–78    | 68–100 | 63–77     | 81–73      | 62–92       |
| Astana Tigers | 68–87       | 86–78    | 92–72      | –             | 73–83    | 84–73  | 76–81     | 91–85      | 63–75       |
| VEF Rīga      | 85–99       | 88–79    | 103–89     | 84–62         | –        | 75–85  | 67–59     | 68–60      | 92–97       |
| Khimki        | 76–74       | 83–72    | 76–65      | 85–66         | 77–54    | –      | 67–68     | 90–94      | 84–73       |
| K. Krylya     | 55–66       | 59–79    | 81–76      | 99–72         | 72–80    | 64–68  | –         | 90–89      | 75–70       |
| Budivelnik    | 70–72       | 79–90    | 51–65      | 71–82         | 99–89    | 75–92  | 80–72     | –          | 80–76       |
| N. Novgorod   | 65–73       | 85–79    | 83–72      | 69–80         | 102–88   | 77–79  | 81–73     | 78–79      | –           |

### Grupo B
| Pos. | Equipo                    | PJ | G  | P  | PF   | PC   | Dif  |
| ---- | ------------------------- | -- | -- | -- | ---- | ---- | ---- |
| 1.   | CSKA Moscow               | 16 | 14 | 2  | 1299 | 1023 | +276 |
| 2.   | Spartak Saint Petersburg  | 16 | 11 | 5  | 1159 | 1075 | +84  |
| 3.   | Lietuvos Rytas Vilnius    | 16 | 10 | 6  | 1251 | 1154 | +97  |
| 4.   | Lokomotiv–Kuban Krasnodar | 16 | 9  | 7  | 1212 | 1197 | +15  |
| 5.   | ČEZ Basketball Nymburk    | 16 | 8  | 8  | 1219 | 1200 | +19  |
| 6.   | Asseco Prokom Gdynia      | 16 | 8  | 8  | 1165 | 1148 | +17  |
| 7.   | Azovmash Mariupol         | 16 | 8  | 8  | 1155 | 1170 | −15  |
| 8.   | BC Enisey Krasnoyarsk     | 16 | 3  | 13 | 1170 | 1324 | −154 |
| 9.   | Minsk-2006 Minsk          | 16 | 1  | 15 | 1166 | 1505 | −339 |

|             | CSKA  | Lokomotiv | Enisey | Spartak St Pet. | P. Gdynia | Lietuvos R. | Azovmash | ČEZ Nymburk | Minsk-2006 |
| ----------- | ----- | --------- | ------ | --------------- | --------- | ----------- | -------- | ----------- | ---------- |
| CSKA        | –     | 88–73     | 92–60  | 74–53           | 86–81     | 89–75       | 72–45    | 80–69       | 110–60     |
| Lokomotiv   | 64–77 | –         | 74–56  | 85–77           | 79–66     | 71–78       | 84–76    | 72–63       | 87–64      |
| Enisey      | 60–74 | 83–67     | –      | 70–91           | 102–79    | 75–82       | 70–84    | 66–69       | 99–89      |
| Spartak     | 83–81 | 86–74     | 61–59  | –               | 45–50     | 72–65       | 57–48    | 79–62       | 90–64      |
| P. Gdynia   | 65–74 | 72–81     | 89–73  | 67–77           | –         | 74–73       | 68–53    | 77–66       | 89–79      |
| Lietuvos R. | 67–84 | 84–63     | 101–62 | 72–61           | 59–54     | –           | 72–61    | 78–72       | 112–86     |
| Azovmash    | 37–62 | 79–78     | 95–74  | 64–66           | 66–74     | 83–73       | –        | 85–76       | 95–77      |
| ČEZ Nymburk | 79–60 | 65–71     | 86–77  | 74–73           | 75–68     | 80–73       | 86–94    | –           | 105–63     |
| Minsk-2006  | 52–96 | 83–89     | 91–84  | 66–88           | 60–92     | 67–87       | 81–90    | 84–92       | –          |

## Playoffs

### Octavos de final
|                        |   |                           | Series | 1     | 2     | 3 |
| ---------------------- | - | ------------------------- | ------ | ----- | ----- | - |
| Zalgiris Kaunas        | − | Lokomotiv–Kuban Krasnodar | 0−2    | 44–72 | 71–80 |   |
| Lietuvos Rytas Vilnius | − | BC Nizhny Novgorod        | 2−0    | 64–60 | 82–61 |   |

### Cuartos de final
|                          |   |                           | Series | 1     | 2     | 3      |
| ------------------------ | - | ------------------------- | ------ | ----- | ----- | ------ |
| Khimki Moscow Region     | − | Lietuvos Rytas Vilnius    | 1−2    | 71−82 | 80−62 | 78−103 |
| Spartak Saint Petersburg | − | Lokomotiv–Kuban Krasnodar | 0−2    | 57−71 | 60−69 |        |

## Final four
|  | Semifinales 2 de mayo     | Semifinales 2 de mayo |             |             | Final 3 de mayo           | Final 3 de mayo     |  |
|  |                           |                       |             |             |                           |                     |  |
|  |                           |                       |             |             |                           |                     |  |
|  | UNICS Kazan               | 87                    |             |             |                           |                     |  |
|  | UNICS Kazan               | 87                    |             |             |                           |                     |  |
|  | Lokomotiv–Kuban Krasnodar | 86                    |             |             |                           |                     |  |
|  | Lokomotiv–Kuban Krasnodar | 86                    |             | UNICS Kazan | 62                        |                     |  |
|  |                           |                       |             | UNICS Kazan | 62                        |                     |  |
|  |                           |                       | CSKA Moscow | 74          |                           |                     |  |
|  | CSKA Moscow               | 79                    | CSKA Moscow | 74          |                           |                     |  |
|  | CSKA Moscow               | 79                    |             |             |                           |                     |  |
|  | Lietuvos Rytas Vilnius    | 72                    |             |             | Tercer y 4.º puesto       | Tercer y 4.º puesto |  |
|  | Lietuvos Rytas Vilnius    | 72                    |             |             | Tercer y 4.º puesto       | Tercer y 4.º puesto |  |
|  |                           |                       |             |             |                           |                     |  |
|  |                           |                       |             |             | Lokomotiv–Kuban Krasnodar | 83                  |  |
|  |                           |                       |             |             | Lokomotiv–Kuban Krasnodar | 83                  |  |
|  |                           |                       |             |             | Lietuvos Rytas Vilnius    | 91                  |  |
|  |                           |                       |             |             | Lietuvos Rytas Vilnius    | 91                  |  |
|  |                           |                       |             |             |                           |                     |  |

### Semifinales
| 2 de mayo de 2012 | UNICS Kazan                                                                 | 87–86                | Lokomotiv–Kuban Krasnodar                                         |  |  |
|                   | Parciales: 22-27, 23-16, 17-23, 25-20                                       |                      |                                                                   |  |  |
|                   | Estadísticas Henry Domercant 27 Vladimir Veremeenko 7 Vladimir Veremeenko 5 | Reporte Pts Reb Asts | Estadísticas 18 Serguéi Býkov 6 Maksim Šeleketo 5 Jeremiah Massey |  |  |

| 2 de mayo de 2012 | CSKA Moscow                                                             | 79–72                | Lietuvos Rytas Vilnius                                                |  |  |
|                   | Parciales: 22-20, 19-18, 14-14, 24-20                                   |                      |                                                                       |  |  |
|                   | Estadísticas Andrei Kirilenko 19 Andréi Vorontsévich 9 Miloš Teodosić 7 | Reporte Pts Reb Asts | Estadísticas 16 Aleksandar Rasic 6 Lawrence Roberts 2 cinco jugadores |  |  |

### Tercer y cuarto piesto
| 3 de mayo de 2012 | Lokomotiv–Kuban Krasnodar                                           | 83–91                | Lietuvos Rytas Vilnius                                                |  |  |
|                   | Parciales: 26-29, 10-18, 11-20, 36-24                               |                      |                                                                       |  |  |
|                   | Estadísticas Jeremiah Massey 22 Maksim Šeleketo 6 Lionel Chalmers 4 | Reporte Pts Reb Asts | Estadísticas 15 Jonas Valančiūnas 8 Mindaugas Katelynas 6 Tyrese Rice |  |  |

### Final
| 3 de mayo de 2012 | CSKA Moscow                                                              | 74–62                | UNICS Kazan                                             |  |  |
|                   | Parciales: 15-22, 22-18, 12-13, 13-21                                    |                      |                                                         |  |  |
|                   | Estadísticas Darjuš Lavrinovič 15 Andréi Vorontsévich 9 Miloš Teodosić 4 | Reporte Pts Reb Asts | Estadísticas 14 Lynn Greer 13 Nathan Jawai 4 Lynn Greer |  |  |

## Galardones

### Galardones de la temporada
- MVP:  Andréi Kirilenko (CSKA Moscow)

- MVP de los Playoffs:  Andréi Kirilenko (CSKA Moscow)

### MVP del mes
- Octubre 2011: Patrick Beverley (Spartak St. Petersburg)
- Noviembre 2011: Rawle Marshall (Astana)
- Diciembre 2011: Tre Simmons (CEZ Nymburk)
- Enero 2012: Michał Ignerski (Nizhny Novgorod)
- Febrero 2012: Jonas Valančiūnas (Lietuvos Rytas)
- Marzo 2012: Vladimir Veremeenko (UNICS Kazan)
- Abril 2012: Jeremiah Massey (Lokomotiv Kuban)